# Lubelski Lipiec 1980

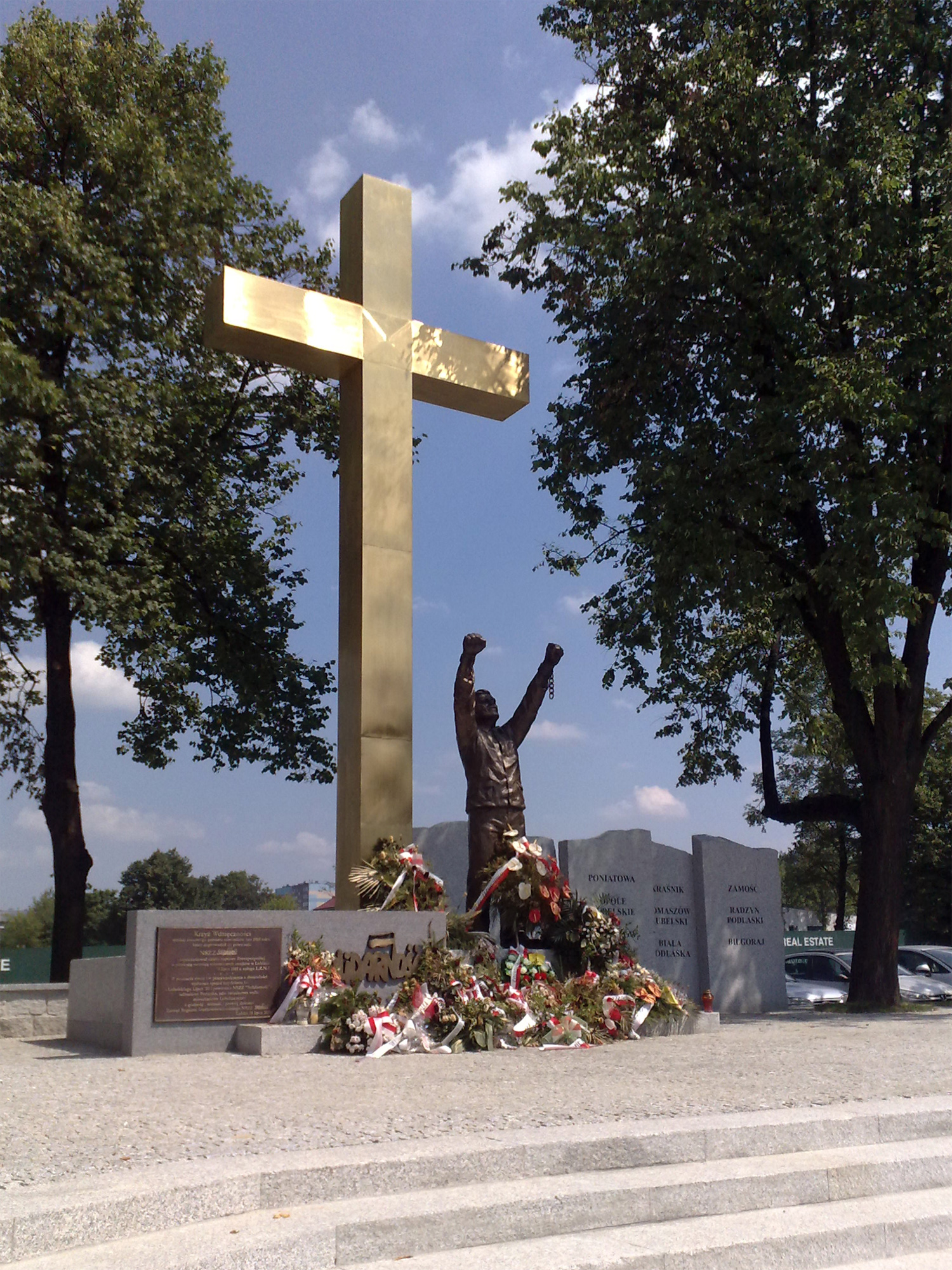
Pomnik Lubelskiego Lipca w Lublinie

Strajki lubelskie 1980, Lubelski Lipiec, Świdnicki Lipiec – fala strajków i protestów pracowniczych, które w dniach 8-24 lipca 1980 objęły ponad 150 zakładów pracy na Lubelszczyźnie, z czego 91 w Lublinie. Pracownicy domagali się: cofnięcia podwyżek cen artykułów żywnościowych, podwyżek płac, poprawy warunków pracy oraz w kilku przypadkach niezależności działania związków zawodowych. W WSK Świdnik i w FSC Lublin protesty zakończyły się pisemnymi porozumieniami robotników z władzami. Protesty określane mianem Lubelskiego Lipca 1980 otworzyły drogę do lepiej przygotowanych i przeprowadzonych strajków sierpniowych na Wybrzeżu.
Strajki rozpoczęły się w Wytwórni Sprzętu Komunikacyjnego Świdnik na Wydziale Obróbki Mechanicznej 8 lipca 1980 roku, a ich bezpośrednią przyczyną była podwyżka cen żywności. Strajk w WSK zakończył się 11 lipca podpisaniem pierwszego porozumienia między pracownikami reprezentowanymi przez „komitet postojowy” a władzą, jakie zawarto w lecie 1980 roku.
Protesty rozszerzyły się na zakłady pracy w Lublinie i na całej Lubelszczyźnie. Pracę przerwano między innymi w największych zakładach regionu Polmozbyt Lublin, Fabryka Maszyn Rolniczych „Agromet” w Lublinie, Lubelskie Zakłady Naprawy Samochodów w Lublinie, Zakład Naprawczo-Produkcyjny Mechanizacji Rolnictwa w Lublinie, Fabryka Samochodów Ciężarowych w Lublinie, Zakłady Azotowe Puławy w Puławach, Zakłady Eda w Poniatowej, KWK w Bogdance, Fabryka Łożysk Tocznych w Kraśniku, Polskie Koleje Państwowe w Lublinie, Miejskie Przedsiębiorstwo Komunikacji w Lublinie.
Lubelska prasa nie informowała o strajkach. Od 9 lipca Radio Wolna Europa systematycznie nadawało o nich informacje. Zwłaszcza strajk kolei był dotkliwy dla władz, a miasto bardzo odczuło strajk komunikacji miejskiej od 18 lipca. Do 20 lipca podpisano porozumienia między poszczególnymi strajkującymi zakładami pracy a stroną rządową, w których obiecano podwyżkę płac.
Z powodu strajków w regionie nie odbyły się obchody Narodowego Święta Odrodzenia Polski (22 lipca), rocznicy ogłoszenia Manifestu PKWN.

## Upamiętnienie

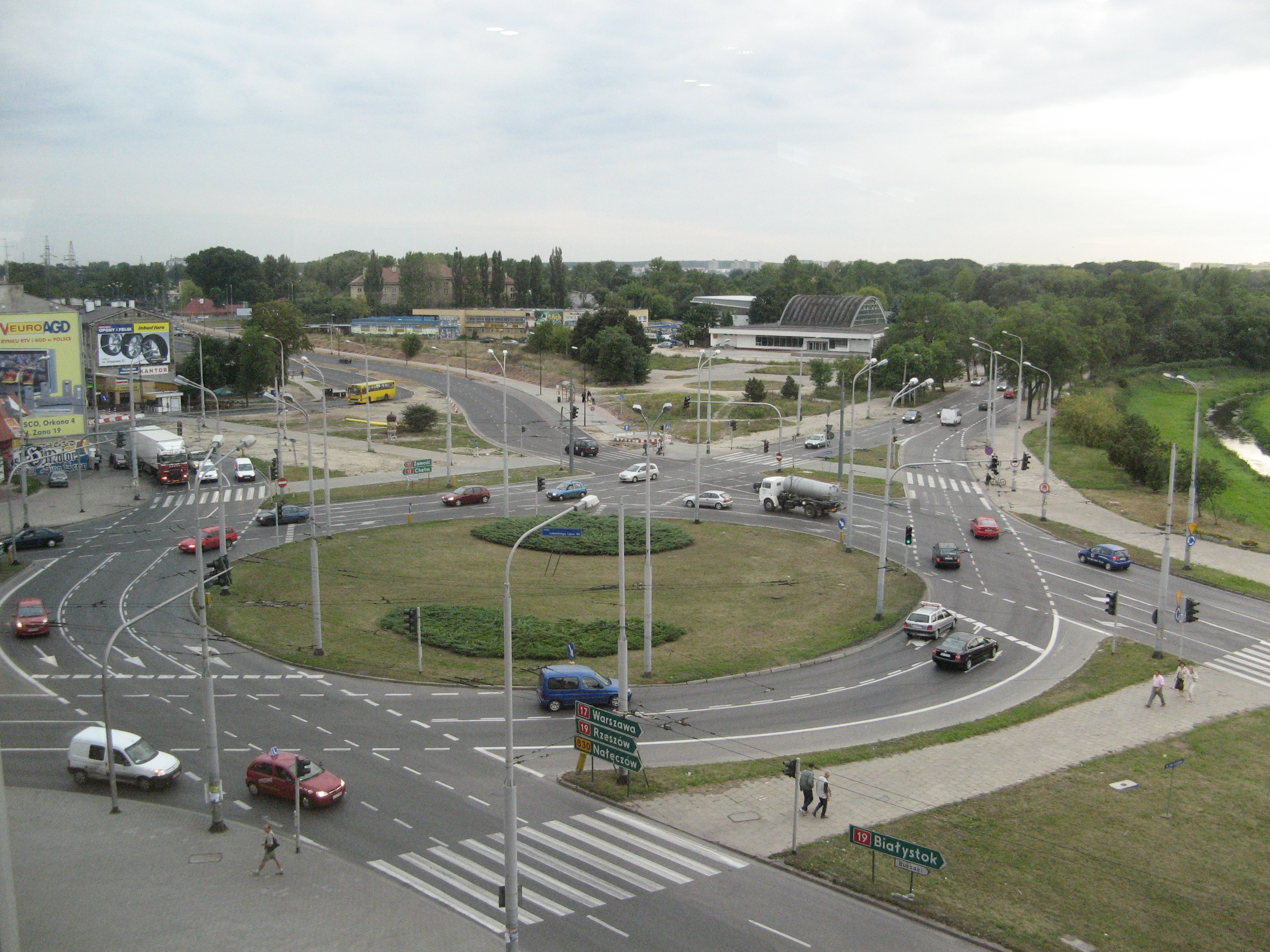
„Rondo Lubelskiego Lipca 80" w Lublinie

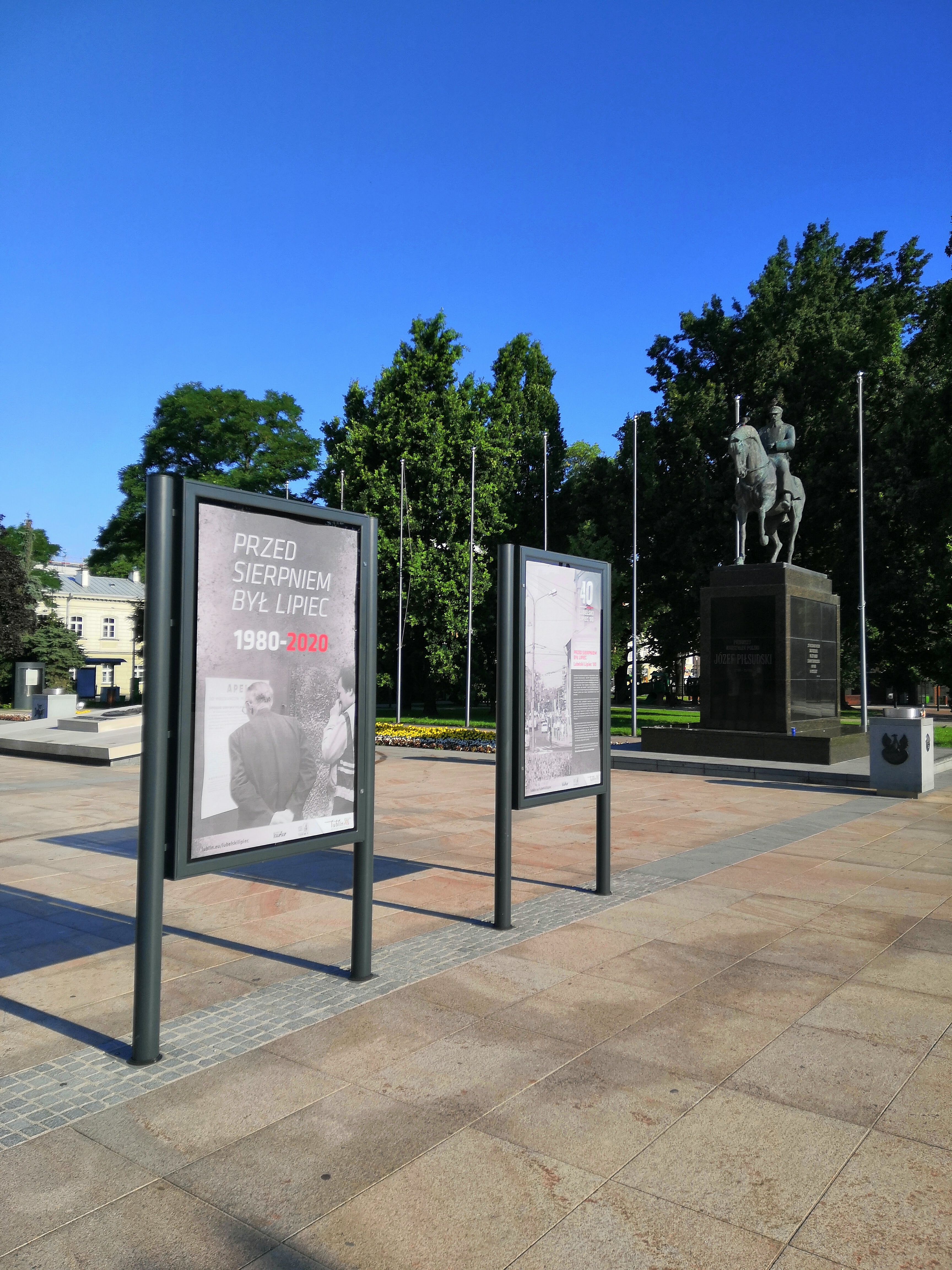
Wystawa "Przed sierpniem był lipiec” na Placu Litewskim w Lublinie w 40 rocznicę Lubelskiego Lipca 1980.

Wydarzenia Lubelskiego Lipca 1980 r. upamiętniał drewniany pomnik odsłonięty w pierwszą rocznicę strajków 10 lipca 1981. Pomnik usytuowany na terenie nieistniejących Lubelskich Zakładów Naprawy Samochodów przy Drodze Męczenników Majdanka w Lublinie. W 30. rocznicę wybuchu strajków Lubelskiego Lipca niszczejący pomnik zastąpiono Krzyżem Wdzięczności projektu Tomasza Bielaka.
W 25 rocznicę strajków na lubelskiej kolei, w ramach projektu artystyczno-edukacyjnego „wagon.lublin.pl” specjalnym wagonem, śladami polskiego lata '80 objechał Polskę zespół młodych artystów, dziennikarzy i animatorów związanych z Akademią Obywatelską działającą przy Ośrodku „Brama Grodzka – Teatr NN". Akcję powtórzono w 30 rocznicę powstania „Solidarności”.
Wydarzenia roku 1980 na Lubelszczyźnie upamiętnia także „Rondo Lubelskiego Lipca 80" w Lublinie. Imię Lubelskiego Lipca nosi również Szkoła Podstawowa nr 40 im. przy ulicy Róży Wiatrów 9 w Lublinie.
Wydarzenia Lipca 1980 relacjonuje film dokumentalny Grzegorza Linkowskiego "Przed Sierpniem był Lipiec" z 2000 roku.
Akcja gry planszowej "W zakładzie. Lubelski Lipiec '80" toczy się podczas strajku w Fabryce Samochodów Ciężarowych w Lublinie. Wydawcą gry jest Fabryka Gier Planszowych.
W 40 rocznicę strajków na Placu Litewskim w Lublinie zaprezentowano wystawę „Przed sierpniem był lipiec” upamiętniającą strajki.